# Sofía Cairó
Sofía Cairó, född den 8 oktober 2002, är en argentinsk landhockeyspelare.

## Karriär
Sofía Cairó ingick i det argentinska lag som tog brons i landhockey vid OS 2024.